# Nord Stream 2 AG
Die Nord Stream 2 AG (ehemals: New European Pipeline AG) besitzt die Pipeline Nord Stream 2 zum Transport von Erdgas von Russland durch die Ostsee nach Deutschland. Ein Strang der Pipeline wurde durch einen Anschlag zerstört, der andere stillgelegt. Die Gesellschaft hat ihren Sitz im schweizerischen Kanton Zug, seit September 2022 in Steinhausen, zuvor in der Stadt Zug. Das Unternehmen gehört zu 100 % Gazprom. Als Folge der Sanktionen gegen Russland seit dem Überfall auf die Ukraine wurden alle 106 Mitarbeiter entlassen. Ende 2022 waren noch rund 40 Angestellte mit technischen und administrativen Aufgaben betraut, im Februar 2024 waren es noch rund 20.

## Geschichte
Die Unterzeichnung des Konsortialvertrags für die New European Pipeline AG fand am 5. September 2015 im Rahmen des ersten Eastern Economic Forum in Wladiwostok statt. Wintershall Dea (Deutschland), Engie (Frankreich), OMV (Österreich), Shell plc (Grossbritannien/Niederlande) und Uniper (Finnland) hatten sich als Darlehensgeber an der Finanzierung des Pipeline-Projekts beteiligt.
Die später in Nord Stream 2 AG umbenannte schweizerische Aktiengesellschaft war unter dem damaligen Geschäftsführer Matthias Warnig für den Bau der 2021 fertiggestellten, aber nicht in Betrieb genommenen Ostsee-Gaspipeline zuständig.
Am 26. Januar 2022 wurde die Tochtergesellschaft Gas for Europe GmbH mit Sitz in Schwerin gegründet. Geschäftsführer war der frühere E.ON Global Commodities-Manager Reinhard Ontyd. Auf dieses Gastransportunternehmen wurde das Eigentum an dem 54 Kilometer langen deutschen Abschnitt der Pipeline sowie die Anlandestation in Lubmin aufgrund der Vorschriften des Energiewirtschaftsgesetzes übertragen. Ende Dezember 2021 wurde der Ex-Diplomat Dieter W. Haller Aufsichtsratsvorsitzender. Diese Tätigkeit wurde ihm Ende Januar 2022 vom Auswärtigen Amt  untersagt. Am 18. Januar 2023 wurde Gas for Europe aufgelöst.
Alleiniger Anteilseigner der Nord Stream 2 AG ist Gazprom.

## Russischer Überfall auf die Ukraine
Am 22. Februar 2022 setzte Deutschland das Genehmigungsverfahren für die Pipeline Nord Stream 2 aus – als Antwort auf Moskaus Anerkennung der seit 2014 sukzessive von Russland besetzten Gebiete in der Ostukraine als eigenständige Staaten. Der damalige Geschäftsführer Matthias Warnig und weitere Mitarbeiter wurden am 23. Februar 2022 direkt mit Sanktionen belegt.
Nach dem Ende von Nord Stream 2 mussten die fünf Darlehensgeber mehrere Milliarden Euro abschreiben.
Ende Februar 2022 wurde als Folge der Sanktionen gegen Russland seit dem Überfall auf die Ukraine 106 Mitarbeiter der Nord Stream 2 entlassen, zudem dementierte Nord Stream 2 am 3. März 2022 eine am 1. März in den Medien verbreitete Konkursmeldung. Ende 2022 waren noch rund 40 Angestellte mit technischen und administrativen Aufgaben betraut.
Shell gab am 28. Februar 2022, vier Tage nach dem Beginn des russischen Überfalls auf die Ukraine, bekannt, dass es seine Zusammenarbeit mit Gazprom und damit verbundenen Unternehmen beenden will. Die Kooperation am Pipeline-Projekt Nord Stream 2 werde beendet.
Am 10. Mai 2022 gewährte das Kantonsgericht Zug eine provisorische Nachlassstundung bis September 2022 und setzte einen provisorischen Sachwalter ein. Die Frist wurde mehrfach um je sechs Monate verlängert, zuletzt bis zum 9. Mai 2025. Eine weitere Verschiebung wäre gesetzlich nicht möglich gewesen. Am besagten Tag bestätigte ein Gericht in Zug den Nachlassvertrag für die Nord Stream 2 AG, da eine Einigung mit den Gläubigern erzielt werden konnte. Dies ermöglicht eine Sanierung durch einen Schuldenschnitt und vermeidet ein Insolvenzverfahren. Durch dieses Vorgehen muss das noch nicht abgeschlossene Genehmigungsverfahren für die Pipeline nicht neu aufgesetzt werden.